# اوبرژ (ترانه)
 " اوبرژ " ترانه ای از کریس ریا خواننده و ترانه‌سرای بریتانیایی است، که در سال ۱۹۹۱ به عنوان تک آهنگ اصلی از یازدهمین آلبوم استودیویی اش با نام اوبرژ منتشر شد. کریس ریا و جان کلی تهیه‌کنندگان این آهنگ بودند. «اوبرژ» در بریتانیا به رتبه ۱۶ جدول تک آهنگ‌های انگلستان رسید و برای ۶ هفته آنجا ماند. یک موزیک ویدئو نیز به کارگردانی نایجل دیک در استدیوی بری در بارکشر برای تبلیغ تک آهنگ فیلمبرداری شد.

## نظرات منتقدین
Music & Media پس از انتشار آهنگ نوشت: "ریا در بهترین حالتش: ترکیب کاملی از صدای دایر استریتس وار و اسلاید گیتار به سبک رای کودر. از اون آهنگ‌هایی که وقت رانندگی با صدای بلند گوش می کنن. ترافیک تو هفته‌های آینده خوشایند تر خواهد بود. "

## لیست آهنگ‌ها
صفحه ۷ "
1. «اوبرژ» - ۴:۴۰
2. «رویای هادسون» - ۳:۵۷

صفحه ۱۲ "
1. "اوبرژ (در تمامیتش)" - ۷:۱۸
2. "رویای هادسون" - ۳:۵۷
3. "هر ثانیه حساب می‌شود" - ۵:۰۵

کاست
1. «اوبرژ» - ۴:۴۰
2. «رویای هادسون» - ۳:۵۷

سی دی
1. "اوبرژ" - ۴:۴۴
2. "بیا برقصیم (نسخه ۷") - ۴:۱۶
3. "در ساحل (نسخه ۷") "- ۶:۵۰
4. "راه جهنم (قسمت دوم)" - ۳:۵۸

## عوامل
- کریس ریا - گیتار، اسلاید گیتار، ارگان هاموند
- مکس میدلتون - پیانو
- رابرت آهوایی - بیس گیتار
- مارتین دیتچام - درامز و پرکاشن
- کارول کنیون، لیندا تیلور - بک وکال
دیگران
- آلن فیرنلی - تصویر ساز

## جداول
| جدول (۱۹۹۱)         | بالاترین رتبه |
| ------------------- | ------------- |
| تک آهنگ‌های اتریش    | ۲۹            |
| تک آهنگ‌های یلژیک    | ۳۱            |
| تک آهنگ‌های کانادا   | ۸۶            |
| تک آهنگ‌های فرانسه   | ۴۶            |
| تک آهنگ‌های آلمان    | ۲۰            |
| تک آهنگ‌های ایرلند   | ۸             |
| تک آهنگ‌های هلند     | ۴۵            |
| تک آهنگ‌های بریتانیا | ۱۶            |